# NBA 2K13
NBA 2K13 je sportovní basketbalová hra vydaná americkou společností 2K Sports v roce 2012. Hra obsahuje mnoho herních módů a byla vydává v několika jazycích (v češtině ale zatím ne). Je možné ji hrát také online po internetu. Hra existuje na několik přístrojů a operačních systémů (Microsoft Windows, Android, Mac OS, iOS, Wii, XBox 360, Wii U)

## Herní módy
My Career: V tomto módu si vytvoříte hráče a hrajete za něj. Od NBA Draftu až do ukončení kariéry. Budujete si pozici v týmu. Od nováčka až po nejžádanějšího hráče soutěže. Můžete také požádat o vyměnění do jiného týmu, nebo vás mohou vyměnit. Během zápasu se vám mění známka. Mění se podle toho jak hrajete. Je na stupnici A, B, C, D a F. Každá známka má ještě plus a minus ale F minus nemá. Podle toho jak hrajete tolik na hřišti strávíte času.
The Association: Zde si zvolíte klub a hrajete za něj. Jste v pozici trenéra i hráče. Můžete rezignovat na pozici a vybrat si jiný tým. Hrajete kolik sezón chcete.
Season: Stejné jako The Association, ale za klub hrajete jen jednu sezónu. Pak mód skončí. Vyměňování hráčů je libovolné.
Create A Legend: zde si zvolíte jakéhokoli hráče ze současné NBA. Můžete si vybrat také hráče z minulosti a přidat si jej do jakéhokoli týmu chcete. Jako profesionál dostáváte více příležitostí na hřišti. A jako hvězda ze hřiště skoro neslezete. V podstatě se tento mód podobá módu MyCareer.